# St. Willibrord (Loverich)

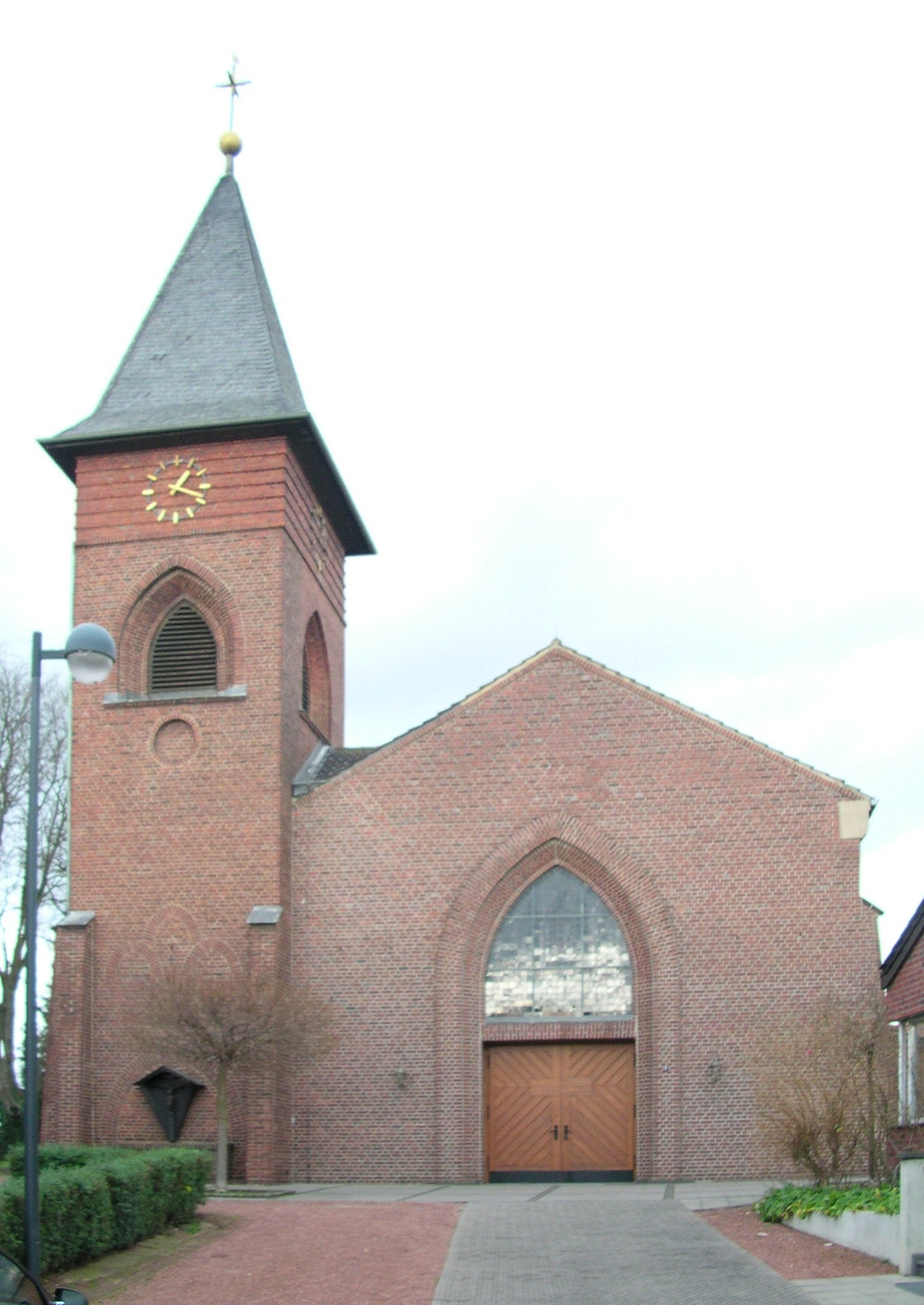
St. Willibrord in Loverich

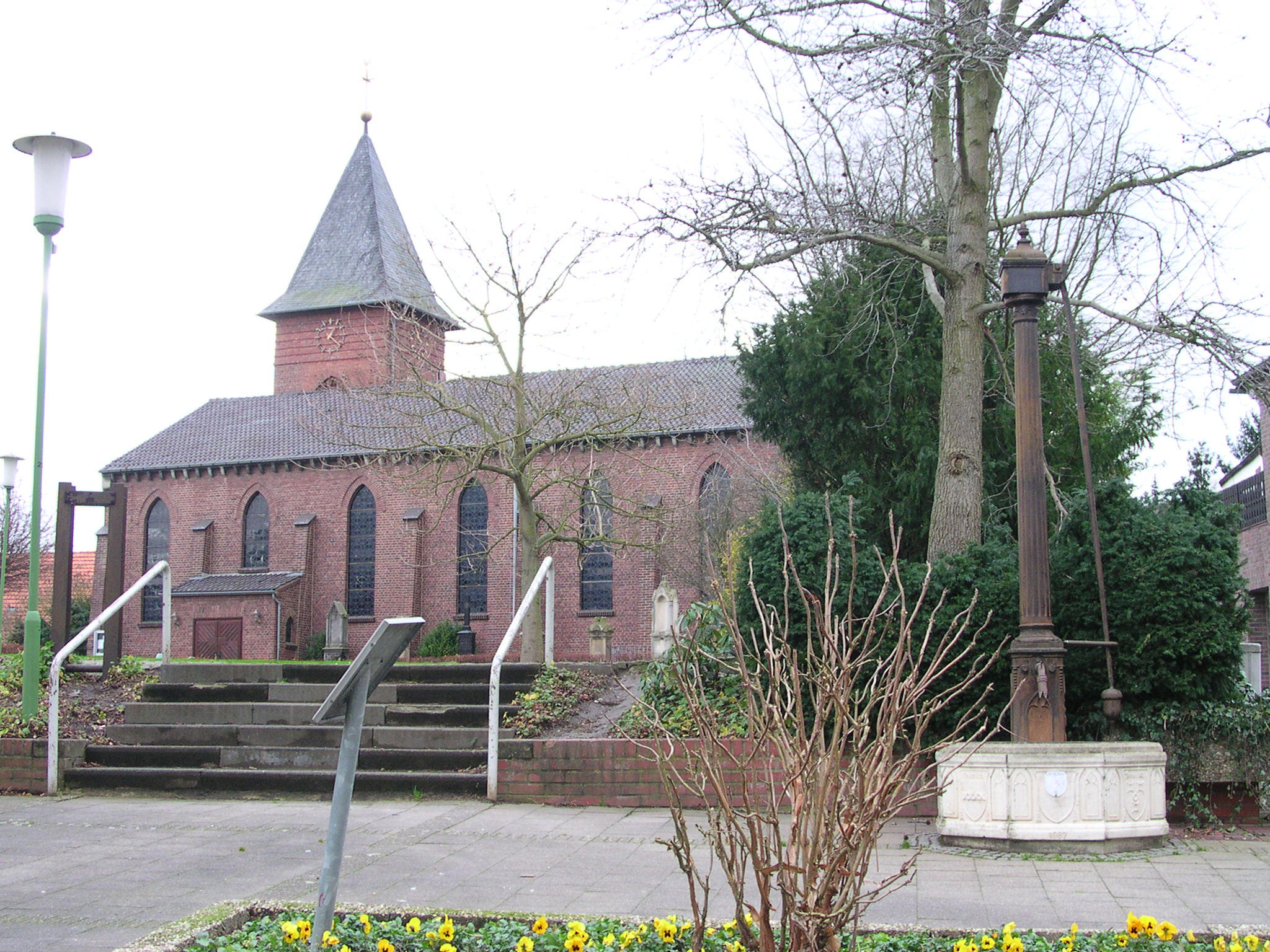
Seitenansicht

St. Willibrord ist eine römisch-katholische Filialkirche im Baesweiler Stadtteil Loverich in der Städteregion Aachen in Nordrhein-Westfalen.
Die Kirche ist dem hl. Willibrord geweiht und unter Nummer 10 als Baudenkmal in die Liste der Baudenkmäler in Baesweiler eingetragen. Das Gotteshaus gehört zur Pfarrei St. Marien Baesweiler.

## Lage
Das Kirchengebäude befindet sich im westlichen Teil des Ortes an der Beggendorfer Straße (K 27) und ist nicht geostet, der Chor zeigt Richtung Norden.

## Geschichte
Der Ortslegende zur Folge hat der hl. Willibrord in Loverich im 8. Jahrhundert gepredigt und eine Kirche bauen lassen. Hierüber existieren jedoch keine schriftlichen Belege.
Für das Jahr 1248 wird ein Priester namens Gordert als Pastor von Loverich schriftlich erwähnt. Somit gab es zu dieser Zeit bereits eine Kirche, sehr wahrscheinlich war Loverich auch schon eigenständige Pfarrei. Im Jahr 1253 schenkte der Kölner Erzbischof  Konrad von Hochstaden die Kirche dem Kölner Domstift, das Kollationsrecht besaß fortan der Kölner Dompropst. 1550 wird erwähnt, dass Puffendorf eine Filiale der Pfarre Loverich ist. Im Verlauf des 16./17. Jahrhunderts wurde Puffendorf jedoch nach Gereonsweiler umgepfarrt.
In der Franzosenzeit wurde die Pfarre deutlich vergrößert. 1806 kam Puffendorf als Filiale wieder an die Pfarre und 1808 Beggendorf. Beggendorf wurde 1834 wieder eigenständig und Puffendorf 1837. Seitdem gehörte nur noch der Ort Floverich zum Pfarrgebiet.
Zum 1. Januar 2013 wurde die Pfarre St. Willibrord Loverich nach über 765 Jahren ihres Bestehens wie alle fünf weiteren Pfarreien im Stadtgebiet von Baesweiler aufgelöst und zur neuen Großpfarre St. Marien vereinigt. Die Kirche von Baesweiler wurde zur Pfarrkirche dieser neuen Pfarre bestimmt.

## Baugeschichte
Ein Kirchengebäude bestand bereits 1248. Dieses Bauwerk, über das nicht näheres bekannt ist, wurde zwischen 1510 und 1525 durch einen zweischiffigen Neubau im Baustil der Gotik ersetzt. Im Zweiten Weltkrieg wurde die Kirche 1944 vollständig zerstört.
Nach dem Krieg wurde der Aachener Architekt Hubert Hermann mit den Planungen einer neuen Kirche beauftragt. Somit konnte am 3. September 1950 der Grundstein zur heutigen Kirche gelegt werden, im darauf folgenden Jahr war die neue Kirche fertiggestellt. Die feierliche Kirchweihe fand am 29. Juni 1951 statt. Zunächst besaß die Kirche noch keinen Glockenturm, dieser wurde schließlich 1957 erbaut. Bauliche Veränderungen wurden 1985 durch die Umgestaltung des Altarraums nach Plänen von H. D. Brunn aus Hückelhoven vorgenommen.

## Baubeschreibung
St. Willibrord ist eine zweischiffige, flachgedeckte Stufenhallenkirche aus Backsteinen in modernen Formen. Der Chor schließt gerade, der Glockenturm ist dem Seitenschiff vorgebaut. Ungewöhnlich für die Bauzeit des Kirchengebäudes ist, dass sowohl die Fenster als auch die Arkaden zum Seitenschiff spitzbogig sind.

## Ausstattung
Der Altar ist eine Arbeit aus Basalt und Backstein des Essener Diözesanbaumeisters Heinz Dohmen und wurde am 20. Dezember 1987 konsekriert. Zugleich schuf Dohmen auch das Tabernakel und Ambo. Die Kreuzigungsgruppe aus Stein an der Chorwand befand sich bis 1950 im Lousberg-Kloster in Aachen und kam dann nach Loverich. Weiterhin befinden sich Skulpturen der 15
14 Nothelfer in der Kirche, die aus dem 19. Jahrhundert stammen. Die Orgel aus 1955 ist ein Werk der Orgelbauanstalt Karl Bach in Aachen und besitzt 18 Register. Die Buntglasfenster wurden 1951 nach Entwürfen von Josef Höttges angefertigt.

## Pfarrer
Folgende Pfarrer wirkten bis zur Auflösung der Pfarre 2013 an St. Willibrord als Seelsorger:
| von – bis | Name                              |
| --------- | --------------------------------- |
| 1924–1940 | Karl Spick                        |
| 1940–1946 | Wilhelm Nilkens                   |
| 1947–1973 | Wilhelm Hermanns                  |
| 1974–1987 | Pater Robertus van Son            |
| 1988–2005 | Pater Hubert Engelhard            |
| 2005–2007 | Franz-Josef Gasten                |
| 2007–2010 | Hermann Küppers und Burkhard Kroh |
| 2011–2013 | Ferdi Bruckes                     |